# Mirko Marjanović
Mirko Marjanović, cyr. Мирко Марјановић (ur. 27 lipca 1937 w Kninie, zm. 21 lutego 2006 w Belgradzie) – serbski polityk i ekonomista, działacz komunistyczny, w latach 90. jeden z najbliższych współpracowników Slobodana Miloševicia, od 1994 do 2000 premier Serbii.

## Życiorys
Szkołę podstawową i średnią ukończył w rodzinnym Kninie. Kształcił się początkowo na Akademii Muzycznej w Zagrzebiu, porzucił te studia, po czym w 1960 ukończył ekonomię na Uniwersytecie w Belgradzie. Pracował w różnych przedsiębiorstwach, w 1979 objął stanowisko dyrektora generalnego przedsiębiorstwa handlu zagranicznego Progres. Był działaczem Związku Komunistów Jugosławii, a następnie Socjalistycznej Partii Serbii. Był prezesem jugosłowiańskiej izby handlowej, klubu piłkarskiego FK Partizan i wiceprezesem krajowej federacji piłkarskiej.
W marcu 1994 objął urząd premiera Serbii, utrzymał go również w 1998. Wciąż kontrolował jednocześnie firmę Progres, uzyskującą wówczas atrakcyjne kontrakty handlowe z Rosją (menedżerem tego przedsiębiorstwa był do 2002). Po obaleniu Slobodana Miloševicia i uzgodnieniu przez władze oraz opozycję powołania rządu przejściowego w październiku 2000 podał się do dymisji z funkcji premiera. W latach 2001–2002 pełnił obowiązki przewodniczącego Socjalistycznej Partii Serbii.